# Esmértrio

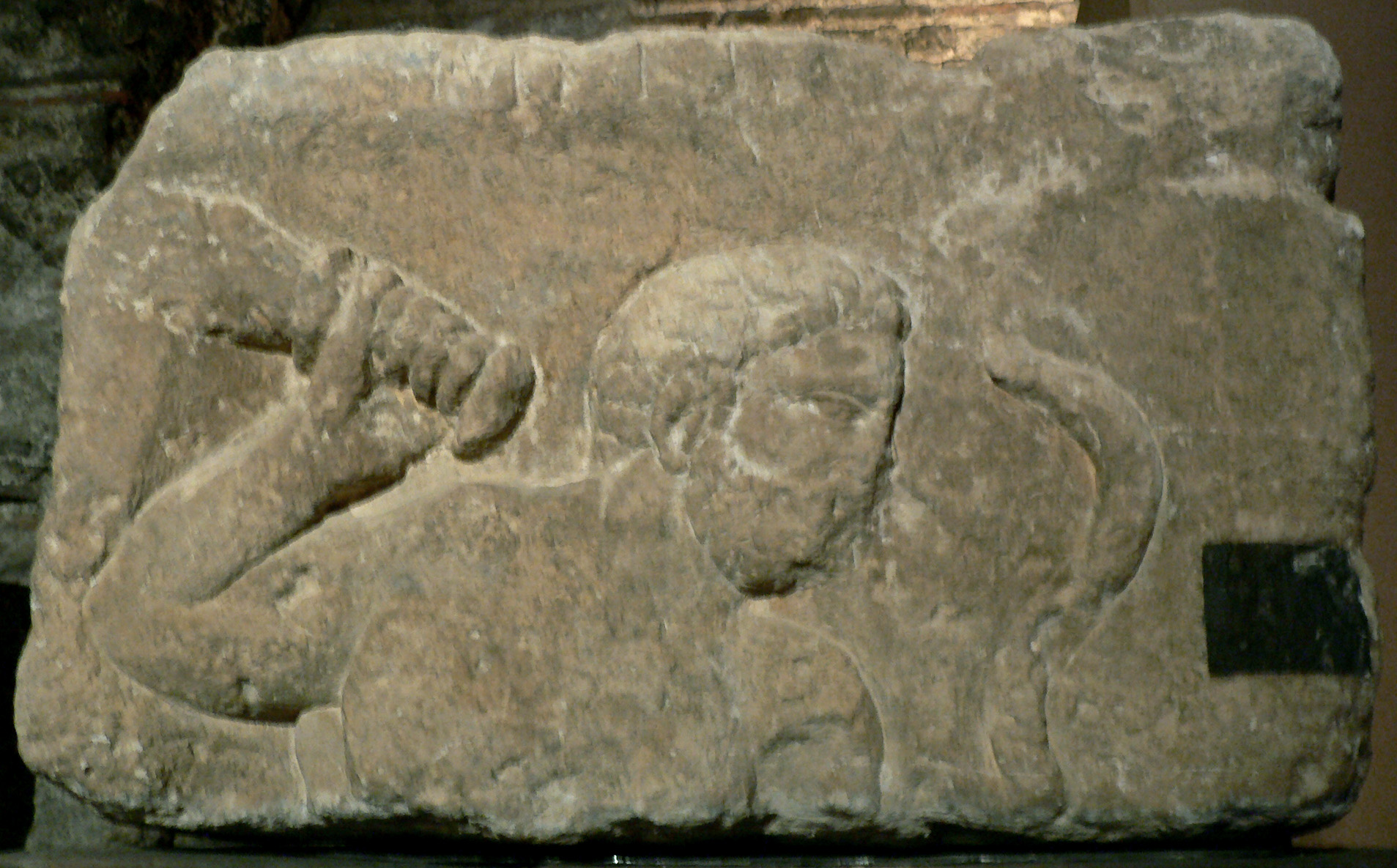
Auxílio de Esmértrio do Pilar dos barqueiros, Paris

Esmértrio (em latim: Smertrius; Smertrios), na religião galo-romana, foi um deus da guerra cultuado na Gália e em Nórica. Nos tempos dos romanos era igualado a Marte. Seu nome contém a mesma raiz que a da deusa Rosmerta e pode significar "O Abastecedor" ou "O Provedor", um título, mais do que um nome verdadeiro. Esmertulitano pode ser um nome variante para o mesmo deus.
Esmértrio é um dos deuses gauleses retratados em Pilar dos barqueiros, descoberto em Paris. Aqui está retratado como um homem barbudo bem musculoso confrontando uma cobra que empina-se em frente a ele. O deus ostenta um objeto que usualmente tem sido interpretado como uma clava mas que preferencialmente se assemelha a uma tocha ou tição.
A interpretação normal do atributo do deus como uma clava levou à identificação, por acadêmicos modernos, de Esmértrio e Hércules. Outra evidência liga Esmértrio à versão céltica de Marte: em Mohn próximo a Tréveris, um santuário de nascente foi dedicado a Marte Esmértrio e sua consorte Ancamna. Moedas encontradas indicam que aqui havia um santuário antes do período romano. Uma outra inscrição treverana liga Marte e Esmértrio. O próprio Esmértrio é conhecido fora da Gália, por exemplo, de uma inscrição fragmentária em Grossbach na Áustria.